# Enaria ambalavaoensis
Enaria ambalavaoensis är en skalbaggsart som beskrevs av Marc Lacroix 1993. Enaria ambalavaoensis ingår i släktet Enaria och familjen Melolonthidae. Inga underarter finns listade i Catalogue of Life.